# 池上岳彦
池上 岳彦（いけがみ たけひこ、1959年 - ）は、日本の経済学者。専門は財政学。立教大学経済学部教授、日本財政学会代表理事、東京都税制調査会会長。元立教大学副総長。東京市政調査会藤田賞受賞。

## 人物・経歴
宮城県生まれ。1982年東北大学法学部卒業。1984年東北大学大学院経済学研究科経済学専攻修士課程修了。1991年東北大学大学院経済学研究科経済学専攻博士課程後期課程修了、論文「戦間期日本の租税政策 : 1920年代における現代資本主義化と租税政策過程」で経済学博士の学位を取得。
1988年新潟大学商業短期大学部商経学科専任講師、1990年同助教授、1994年新潟大学経済学部助教授、1998年同教授を経て、1999年立教大学経済学部教授。2011年立教大学経済学部長。2017年立教大学陸前高田サテライト長。2018年立教大学副総長（統括）。
専門は財政学で、2015年から東京都税制調査会会長。2019年には日本財政学会代表理事に就任。東京市政調査会藤田賞受賞。指導学生に根岸睦人新潟大学准教授等がいる。

## 著書

### 単著
- 『分権化と地方財政』（岩波書店、2004年）

### 共著
- （植村高久・岡部洋實・大黒弘慈・コスタス・ラパヴィツァス・中村宗之・正上常雄・野口眞・山口系一・新田滋・阿部秀二郎・佐藤公俊・榎本里司）『現代マルクス経済学のフロンティア』（御茶の水書房、2006年）
- （橘木俊詔・白波瀬佐和子・宮本太郎・山口二郎）『市民は格差をどう考えているか』（北海道大学大学院法学研究科附属高等法政教育研究センター、2007年）
- （沼尾波子・木村佳弘・高端正幸）『地方財政を学ぶ』（有斐閣、2017年）

### 編著
- 『地方税制改革』（ぎょうせい、2004年）
- 『現代財政を学ぶ』（有斐閣、2015年）

### 共編著
- （神野直彦）『地方交付税何が問題か : 財政調整制度の歴史と国際比較』（東洋経済新報社、2003年）
- （金子勝・アンドリュー・デウィット）『財政赤字の力学 : アメリカは日本のモデルたりうるか』（税務経理協会、2005年）
- （神野直彦）『租税の財政社会学』（税務経理協会、2009年）